# St. Gregorius (Aachen-Burtscheid)

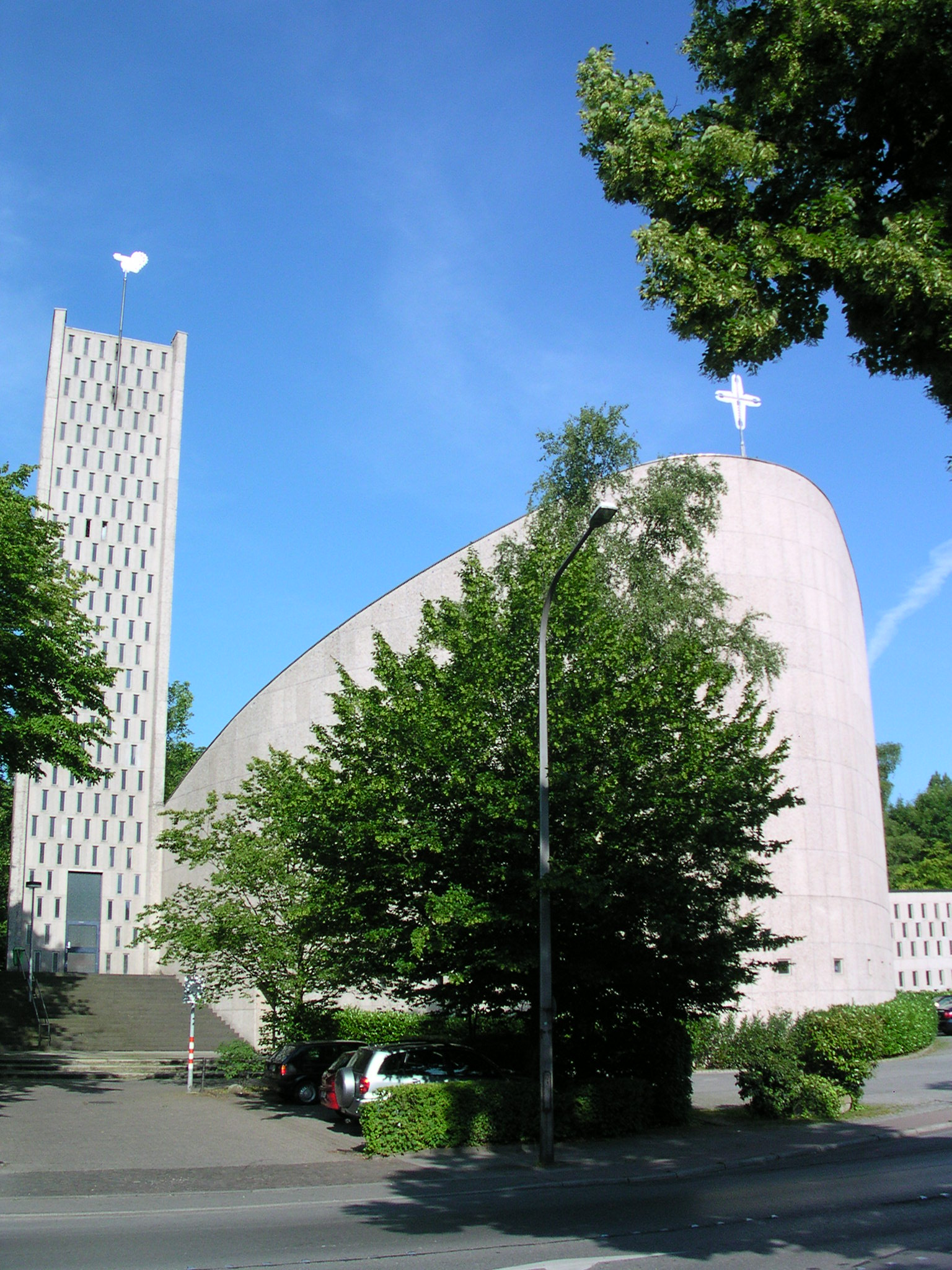
St. Gregorius, Südseite

Die Kirche St. Gregorius in Aachen-Steinebrück ist eine Kirche der zum 1. Januar 2010 errichteten „Katholischen Pfarrgemeinde St. Gregor von Burtscheid“, die verwaltungstechnisch auch als „Gemeinschaft der Gemeinden“ (GdG) Aachen-Burtscheid bezeichnet wird. Die Kirche wurde in den 1960er Jahren nach Plänen des Kölner Architekten Stefan Leuer als Pfarrkirche der gleichnamigen römisch-katholischen Pfarrei St. Gregorius erbaut und am 16. Juni 1967 zu Ehren des heiliggesprochenen Papstes Gregor der Große eingeweiht. Im Jahr 2018 wurde sie unter Denkmalschutz gestellt und ihre Krypta zur Grabeskirche, der dritten ihrer Art in Aachen, umgebaut.

## Geschichte
Der heutige Kirchenbau ist der dritte in der Geschichte der Pfarrgemeinde St. Gregorius. Diese wurde im Jahr 1934 in Folge einer Ausgliederung von St. Marien in Aachen und St. Johann in Burtscheid zunächst als Rektorat gegründet. Als Gotteshaus diente zum damaligen Zeitpunkt die 1897 eingeweihte dreischiffige Kirche im neoromanischen Stil in der Eynattener Straße, unweit des Aachener Hauptbahnhofs. Diese Kirche musste sich die neue Pfarrgemeinde mit der 1881 gegründeten Kirchenmusikschule „St. Gregorius-Haus“ teilen, die dort ihre Ausbildungsstätte hatte. Auf diese Zeit geht die Namensgebung für den heutigen Kirchenbau zurück. Im Zweiten Weltkrieg wurde die erste Gregorius-Kirche im Rahmen des schweren Luftangriffs vom 11. April 1944 zerstört und nur der Taufstein konnte aus den Trümmern gerettet werden.
Nach dem Ende des Krieges wurden auf Initiative des Rektors Josef Espagne im Bereich der Kreuzung Eupener Straße–Jahnplatz–Luxemburger Ring im Ortsteil Aachen-Steinebrück Räumlichkeiten in einer leerstehenden und noch weitestgehend erhalten gebliebenen Fabrik als Notkirche eingerichtet und durch den amtierenden Bischof Johannes Joseph van der Velden am 4. Advent 1946 eingeweiht. Mehrere wertvolle Ausstattungsteile, die zu diesem Zweck angeschafft wurden, konnten später nach erfolgtem Neubau in die heutige Kirche St. Gregorius übernommen werden, darunter ein Kruzifix und die Holzplastik Christus und Johannes von Josef Zeller, ein Emailbild von Egino Weinert, das Hostiengefäß und die Monstranz sowie die drei Stahlgussglocken, die zur Zeit ihrer Verwendung in der Notkirche in einem freien Glockenstuhl gehangen hatten.
Nachdem in den Nachkriegsjahren sowohl die Einwohnerzahlen in den Pfarrgemeinden wieder gewachsen als auch die behelfsmäßige Notkirche in der alten Fabrik nicht mehr zeitgemäß waren, begannen Anfang der 1960er-Jahre die Planungen für den Neubau eines modernen Kirchengebäudes. Dieser wurde am 15. August 1965 durch das Aachener Bauunternehmen Nesseler Grünzig Gruppe begonnen und mit der Einweihung am 16. Juni 1967 als offizielle Pfarrkirche durch den Aachener Bischof Johannes Pohlschneider abgeschlossen. Es entstand eine Kirche im Geiste des Zweiten Vatikanischen Konzils, in der durch die offene fast halbkreisförmige räumliche Gestaltung die Kirchenbesucher intensiver in die Liturgie einbezogen werden können.

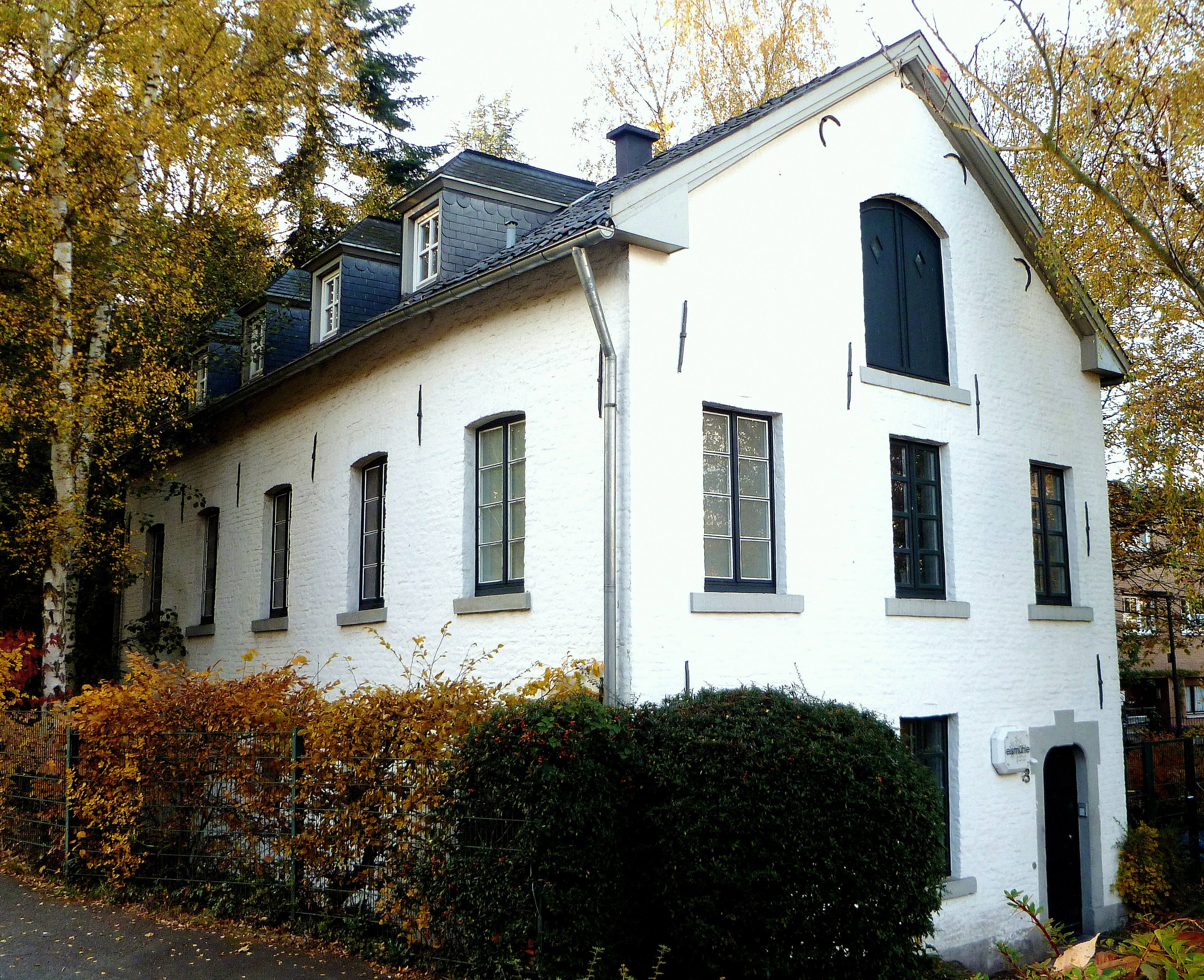
Eismühle

Am 28. August 2009 beschloss der Bischof von Aachen Heinrich Mussinghoff, die Pfarre St. Gregorius aus wirtschaftlichen und pastoralen Gründen mit Wirkung zum 1. Januar 2010 mit den Burtscheider Pfarren St. Michael-Burtscheid und St. Aposteln, Herz Jesu und St. Johann Baptist zu der Gesamtpfarre „St. Gregor von Burtscheid“ zusammenzulegen. Der Name der neuen Pfarre geht auf Gregor von Kalabrien zurück, den ersten Abt der Reichsabtei Burtscheid. Die Kirche St. Michael wurde Pfarrkirche.
In unmittelbarer Nachbarschaft zur Kirche St. Gregorius wurde Anfang der 1970er-Jahre in dem denkmalgeschützten Gebäude der „Eismühle“, einer alten Wassermühle aus dem 18. Jahrhundert, das Jugendheim der Pfarre St. Gregorius eingerichtet. An den Kosten beteiligten sich neben der Pfarre das Bistum Aachen und der Landschaftsverband Rheinland sowie durch Eigeninitiative Jugendliche der Pfarre und private Sponsoren. Am 30. April 1974 konnte die um- und ausgebaute Eismühle eröffnet werden und steht heute der gesamten GdG „St. Gregor von Burtscheid“ für Freizeitveranstaltungen zur Verfügung.

### Krypta

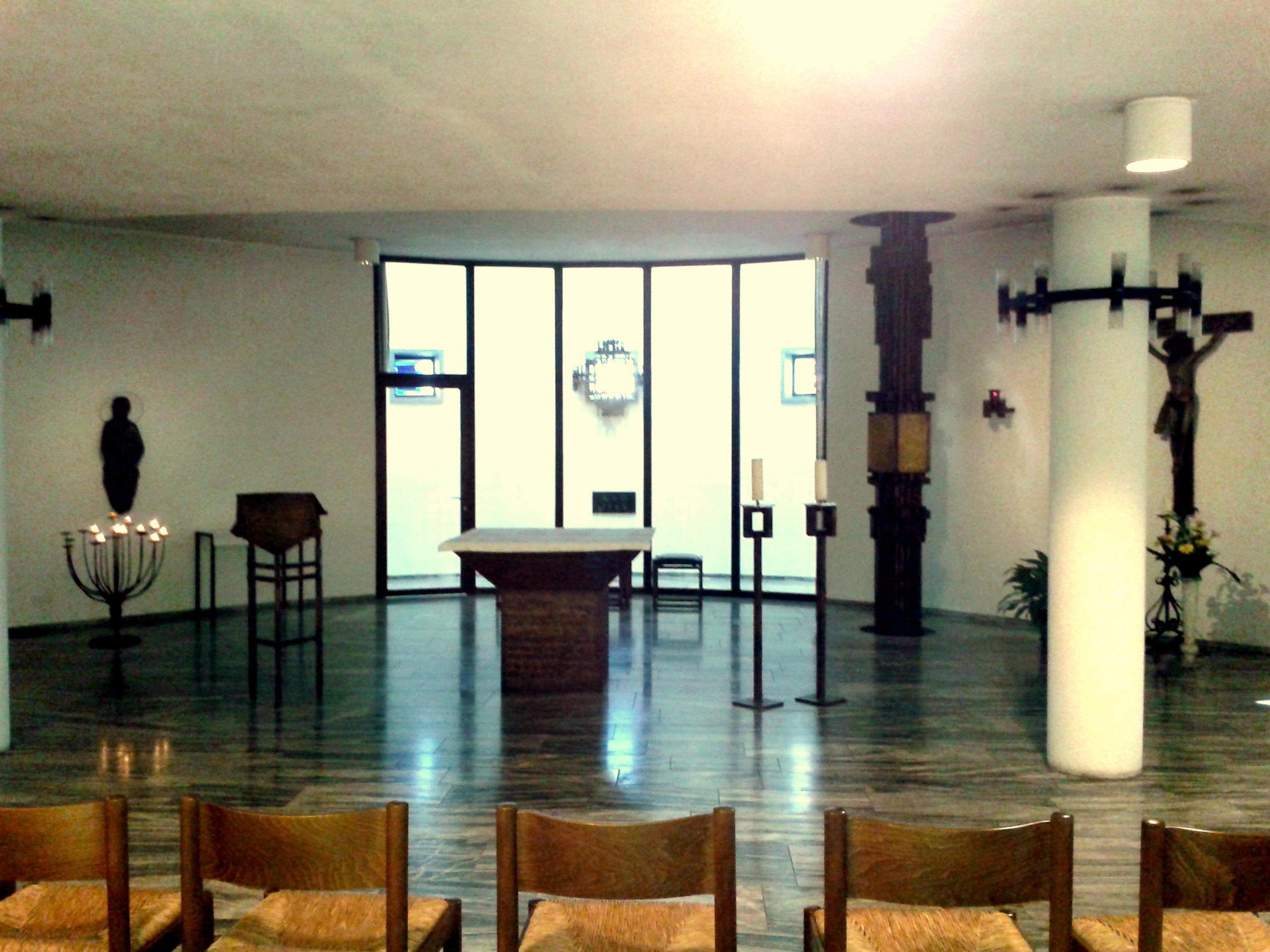
Krypta St. Gregorius vor 2018
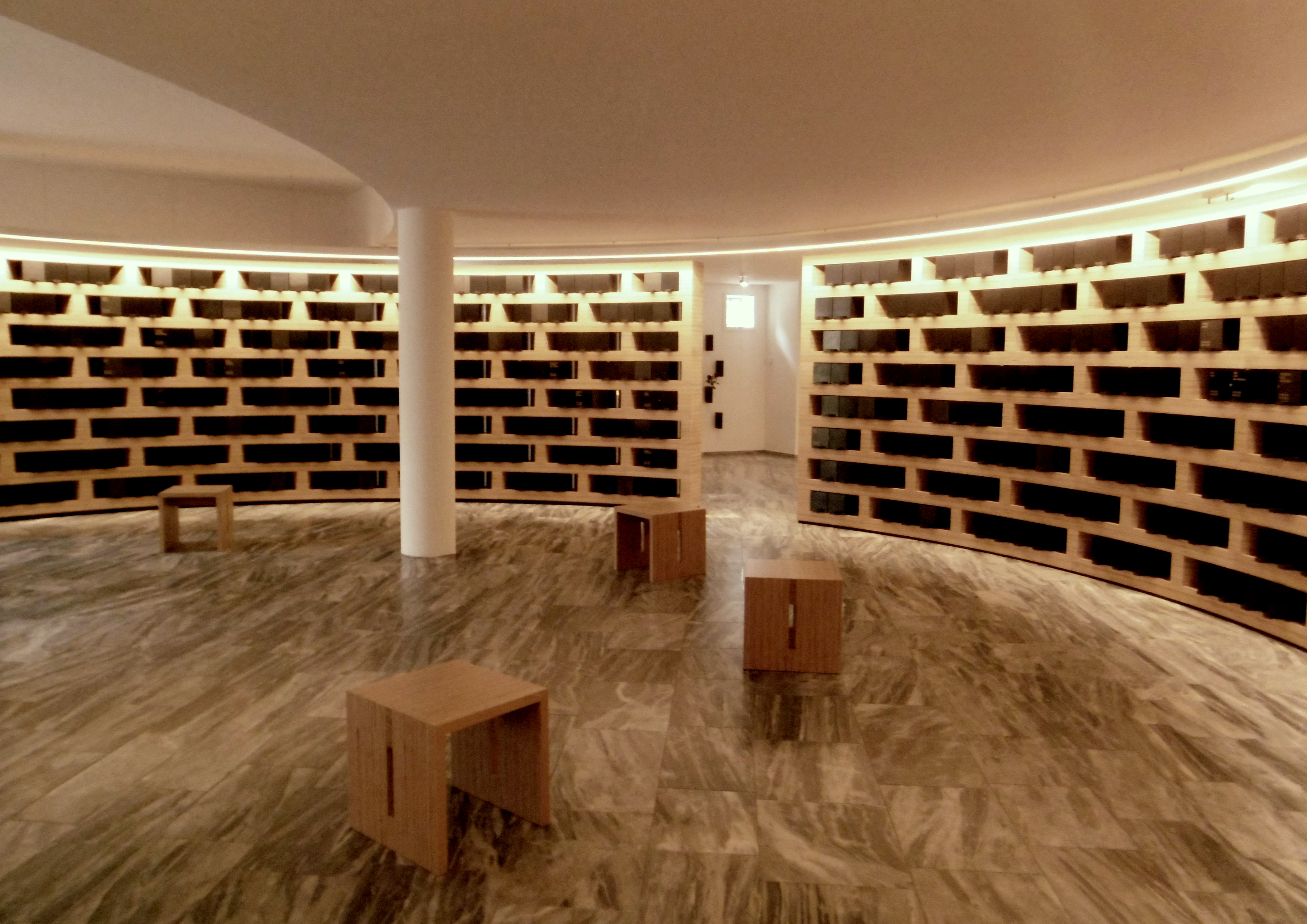
Columbarium ab 2020

Im Herbst 2018 begannen Umbauarbeiten an der Krypta des Kirchenbaus zu einem Kolumbarium mit etwa 780 Urnengräbern, womit St. Gregorius als Gemeindekirche zusätzlich die Funktion einer Grabeskirche zukommt. Der Grundstein des Kolumbariums wurde im September 2019 gelegt, am 19. Januar 2020 fand schließlich die Eröffnung der Anlage statt. Grundlage dieser Konzeption ist ein neues Finanzierungsmodell des Bistums mit dem Ziel der Eigenwirtschaftlichkeit. Mit dem Entwurf der Aachener Architektin Eva von der Stein wurde unter Wahrung der Identität der Unterkirche ein kreisrunder, in drei Segmenten aufgebauter Urnen- und Trauerraum realisiert. Die Urnengräber sind als kubische Schmuckurnen aus geschwärztem Stahl in Fächern liegend angeordnet. Weiterhin sind ein Gesprächsraum, ein Raum für Blumenpflege sowie eine neue Toilettenanlage entstanden. Der untere Kirchplatz erhielt durch die Errichtung einer vorgelagerten, der Kirchenwand folgenden Mauer mit Zugangsmöglichkeit ein neues Gesicht, verlor damit jedoch einige Parkplätze sowie seinen traditionellen Wochenmarkt.

## Bauwerk

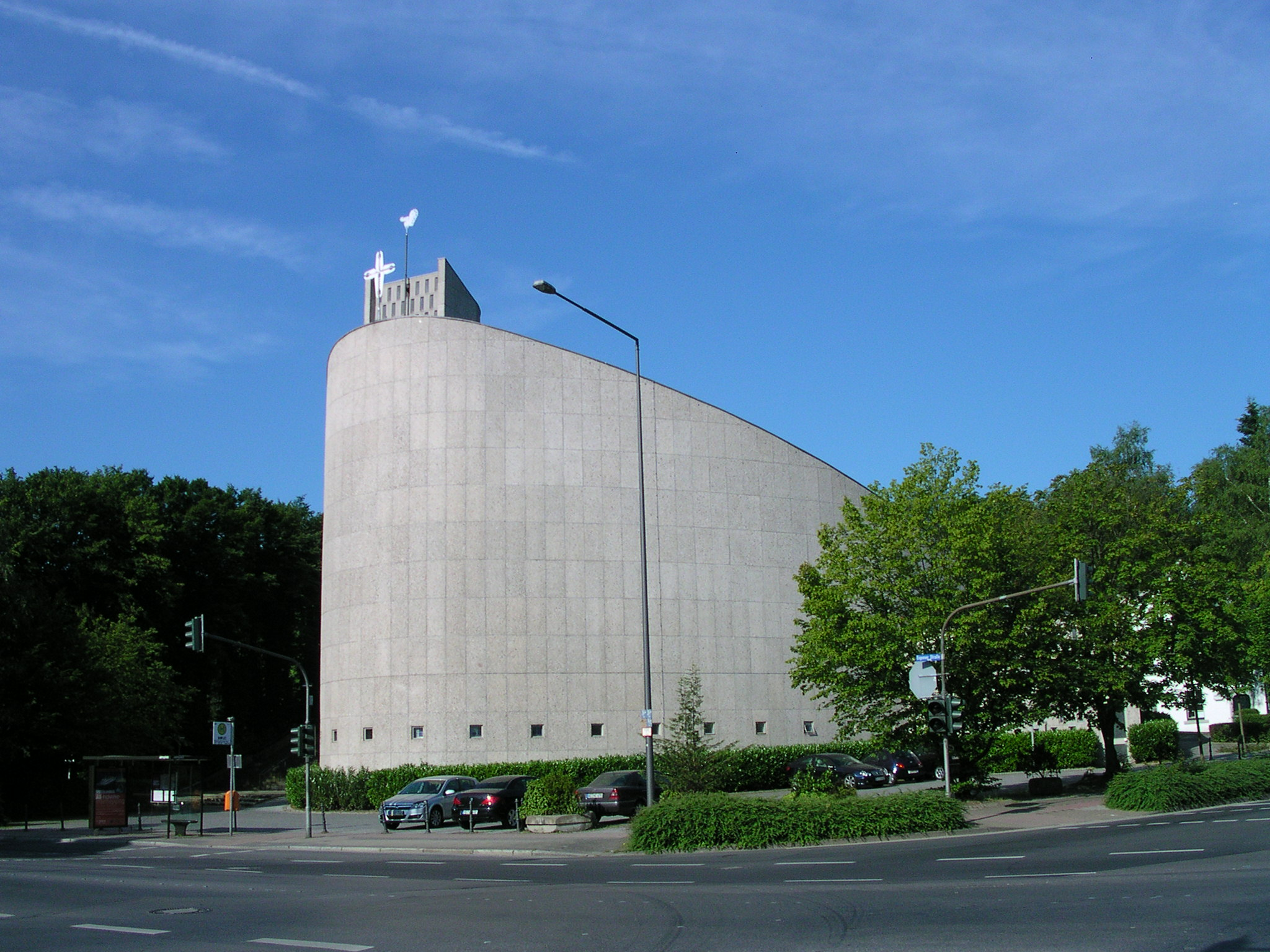
St. Gregorius, Nordseite
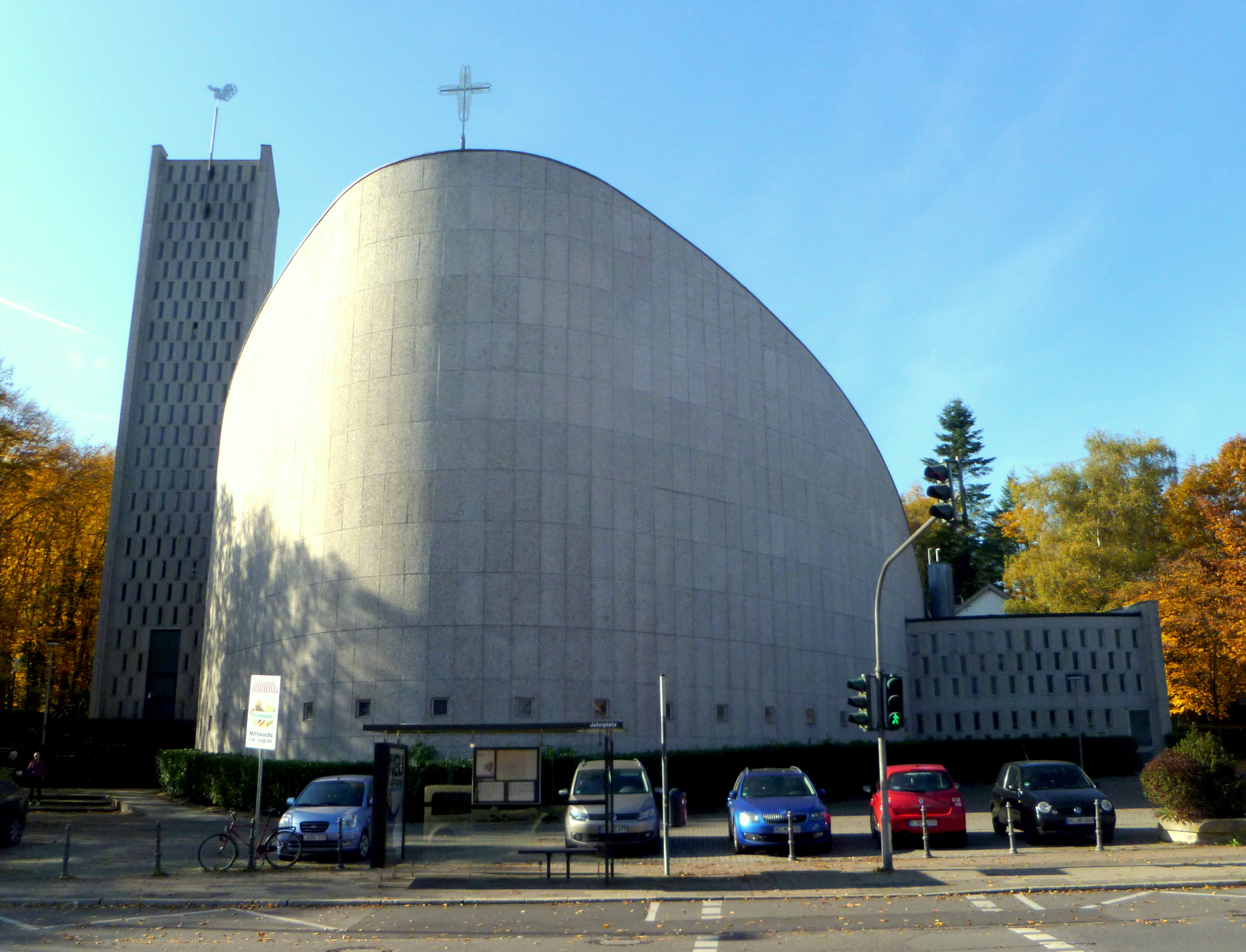
Ostansicht von St. Gregorius

Die Kirche wurde in einer Hanglage gebaut und die Längsachse von Westen nach Osten ausgerichtet. Damit befindet sich der Haupteingang am oberen Kirchplatz im Westen und liegt rückwärtig von der Hauptverkehrsachse, der Eupener Straße und ist nicht einsehbar. Dagegen bildet der nach Osten ausgerichtete Chor die wuchtige und wie ein Schiffsbug aufragende Sichtseite, auf deren höchster Stelle ein Kreuz, entworfen von Ludwig Schaffrath, aufgesetzt ist. Darüber hinaus ermöglichte die Hanglage, dass zwei Kirchenräume übereinander geplant werden konnten, so dass, ähnlich einem Souterrain, unter der Oberkirche Platz für die Krypta und einen Gemeinschaftsraum mit Nebenräumen ermöglicht wurde. Während der Gemeinschaftsraum, der den Maßen des Gemeinderaumes der Oberkirche entspricht, für Vorträge, Feste und Begegnungen seinen Zweck erfüllt, dient die Krypta in der Größe des darüber liegenden Altarraums als Werktagskirche für kleinere liturgische Anlässe. Beide Räumlichkeiten sind von dem unteren Kirchplatz her zugängig und die Krypta zusätzlich über seitliche Treppen aus dem Chorraum. An der Südseite des Kirchenbaus schließt sich der mächtige Glockenturm und an der Nordseite die niedrig gehaltene Sakristei an. Die Wände und Decken der Kirche sind in Stahlbetonbauweise errichtet und die Außenwände mit Waschbetonplatten verblendet. Im Inneren sind die Wände weiß verputzt, der Boden mit grau geädertem Marmor ausgelegt und die Decke mittels Holzleimbinder aus dem Holz der Rotzeder in einem warmen Ton ausgestattet.
Das ungewöhnliche an der Kirche ist der Grundriss. Dieser besteht von der Süd- über die Ost- zur Nordseite hin verlaufend aus dem Segment einer Parabel, die zur offenen Westseite hin von einer konkav gebogenen Wand, der Eingangswand, abgeschlossen wird. Im gedachten Brennpunkt der Parabel befindet sich der Altar, durch den zugleich die Längsachse der Kirche verläuft. Diese Form des Chores und der Verlauf der Decke, die vom Eingang aus in Richtung des um vier Stufen erhöhten Altarraums von 5,40 m auf 13,70 m steil ansteigt und in der acht Lichtkuppeln eingelassen sind, gestaltet das Kirchenschiff mit seinen vier Bankblöcken zu einem offenen und hellen und abgerundeten Raum. Weitere Lichtquellen sind der gläserne dreigegliederte Eingangsbereich sowie 160 lukenartige Fenster in der Eingangsfassade, ebenfalls nach Plänen von Ludwig Schaffrath entworfen, sowie kleinere quadratische Fenster im Bereich des Treppenabganges vom Chor zur Krypta. Sechs dieser Fenster wurden 1999 nach Plänen von Michael Scheu als Schöpfungsfenster gestaltet, deren farbig verglaste Bildaussagen bewusst abstrakt-meditativ wirken sollen und die innenseitig mit Texten in Blindenschrift ausgestattet wurden.
Ähnliche Grundrissgestaltung wie beim Kirchenbau findet sich beim Glockenturm und dem Sakristeianbau wieder, diesmal gegenläufig zum Kirchengrundriss. In dem Glockenturm mit seinem aufgesetzten Wetterhahn von Ludwig Schaffrath fanden die drei Glocken aus der Notkirche ihre Wiederverwendung. Im unteren Bereich des Turmes, auf Ebene des Kirchenniveaus, wird derzeit ein Raum als Eine-Welt-Laden genutzt.

## Ausstattung

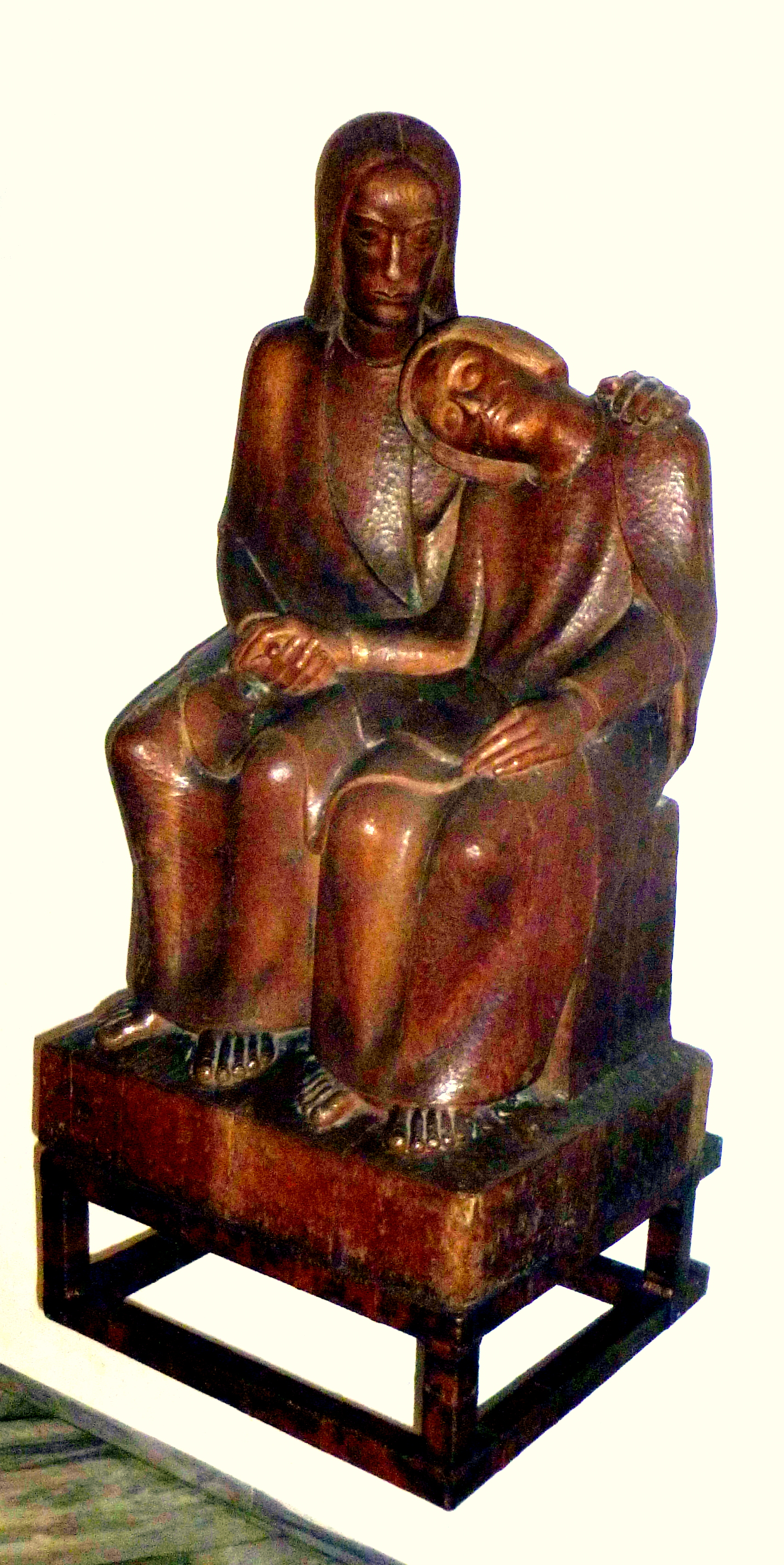
Christus und Johannes
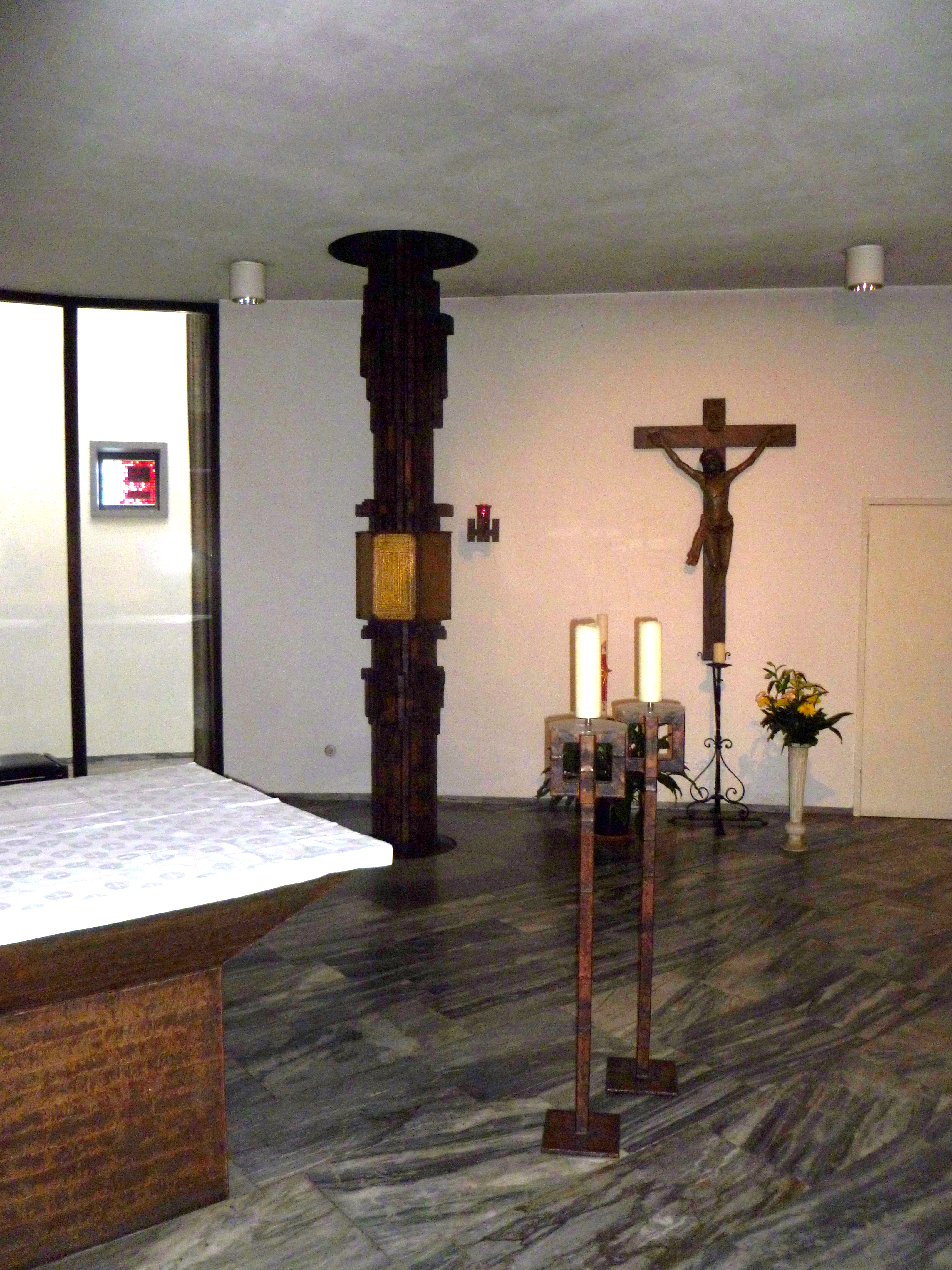
Kruzifix und Tabernakel

Über dem Altar aus Blaustein, der vom Kirchenarchitekten Stefan Leuer entworfen wurde, hängt ein von Ewald Mataré im Jahr 1954 geschaffenes zeitgenössisches Kreuz, welches die Pfarre 1973 als Leihgabe der Familie erhalten hatte. Es stellt einen in Silber auf Holzkern getriebenen Christuskörper dar, der mit seiner scheibenartigen Kopfform, den parallel verlaufenden Rippen in halbkreisförmigen Bögen sowie dem vornüber geneigten Oberkörper eher graphisch-ornamental wirkt. Das Kreuz korrespondiert mit der Marienfigur, die am linken Rand des Altarraums aufgestellt ist. Diese von Thomas Duttenhoefer 1988 geschaffene Halbplastik aus Bronzeguss mit aus Weißgold hergestelltem Blattgold stellt hier Maria skizzenhaft als schwangere Person dar.
Links des Altares steht der Ambo, ein Werk von Albert Sous aus dem Jahr 1981. Die Außenstruktur ist einem Baumflechtwerk nachempfunden, das sich im Bereich der Pultfläche verdichtet. Hinter dem Altar ist der Osterleuchter aufgestellt, der 1990 von Hubertus Förster, der bis 1969 gemeinsam mit Fritz Schwerdt die Goldschmiede-Werkstatt „Schwerdt – Förster“ führte, entworfen wurde. Er ist 1,20 m hoch, achteckig und kelchförmig und mit 40 Bergkristallen verziert. Die Anzahl der Bergkristalle nimmt Bezug zu den 40 Jahren der Israeliten in der Wüste und den 40 Tagen, die Jesus in der Wüste fastete und die die heutige Fastenzeit symbolisieren.
Eine Besonderheit ist der Tabernakel, geschaffen 1971 von Albert Sous, der aus zwei Teilen besteht, die miteinander durch eine Säule verbunden sind. Der eigentliche Tabernakel befindet sich in der Krypta im Untergeschoss, wo sich das verschließbare Fach für den Hostienkelch befindet. Er ist achteckig und seine Außenflächen und Türen sind mit Bronze verschmolzen und innen vergoldet. Der Tabernakel ist eingebaut in einer mit Kupfer ummantelten Rundsäule aus Stahlprofilen, die oberhalb des Gehäuses verlängert ist und dabei die Geschossdecke zur Oberkirche durchstößt. In dem dortigen oberirdischen Säulenbereich ist ein kleiner offener Tabernakel eingelassen, in dem die Hostien während der Eucharistiefeier deponiert sind.
An der rechten Wand des Chorraumes sind fünf großformatige Bilder von Herbert Falken aufgehängt, der von 1968 bis 1977 als Kaplan in der Gemeinde St. Gregorius tätig war. Diese Bildtafeln mit den Maßen 200 × 150 cm sind 1971 als Zyklus entstanden und mit Öl auf Leinwand gemalt und teilweise mit Sand vermischt. Sie stellen von rechts nach links die Geschichte Noahs aus dem Alten Testament in phantasiereicher Formgebung und mit intensiver Farbgestaltung dar.
Schließlich wurde auf der Längsachse in Richtung Eingangsbereich der Taufstein aufgestellt, der 1944 aus den Trümmern der ersten Kirche gerettet werden konnte. Es handelt sich hierbei um ein rundes steinernes Weihwasserbecken, das auf einer achteckigen marmornen Säule befestigt ist.
Für die Werktagskirche hat Albert Sous neben dem zuvor erwähnten doppelstöckigen Tabernakel einen aus Kupfer geschweißten und mit Bronze übergossenen Altar, dazu einen passenden Ambo aus mit Kupfer ummantelten Stahlprofilen und einen Priestersitz in Stahl-Kupfer-Schweißtechnik geschaffen. Darüber hinaus ist die Werktagskirche mit der Bronzeplastik „Maria mit Kind“ von Lore Friedrich-Gronau, einem Karfreitagskreuz aus dem 18. Jahrhundert sowie mit den beiden übernommenen Gegenständen aus der Notkirche, der Holzplastik „Christus und Johannes“ von Josef Zeller und dem Emailbild „hl. Antonius“ von Egino Weinert ausgestattet.
Den Eingangsbereich zum Gemeinschaftsraum ziert ein 2002 von Margot Jolanthe Hemberger geschaffenes Kreuz, welches aus mehreren Schichten farbig gebrannter Glasteile besteht, wodurch das Kreuz eine reliefartige plastische Wirkung erhält.
Im Untergeschoss des Turmes fand das monumentale 4,00 m hohe und 2,50 m breite Kruzifix aus Holzplastik von Josef Zeller aus dem Jahr 1945 eine neue Heimat, welches zuvor hinter dem Altar der Notkirche angebracht gewesen war.
Mehrere weitere kleine Ausstellungsstücke, die anlässlich besonderer Jubiläen und anderer Festlichkeiten der Pfarre von Gemeindemitgliedern gestiftet wurden, befinden sich in der Haupt- und Werktagskirche sowie im Bereich des oberen Kirchplatzes.
Die Rückwand der Krypta ist ausgeschmückt mit einem „Passionszyklus“, wiederum geschaffen von Herbert Falken im Jahr 1995, der aus 15 großformatigen Zeichnungen in den Maßen 80 × 110 cm besteht. Es handelt sich um grafische Illustrationen, die mit Graphit und Tusche auf Papier gezeichnet sind und nach Sinnzusammenhängen in einem vorgesehenen Rhythmus gruppenweise aufgehängt wurden. Die Zeichnungen dienen als Metaphern für Leid und Schmerz und sollen eine Meditation über die Härte des Leidensweges, des Sterbens und – im letzten Bild – über die Vision der Auferstehung anregen.

### Orgel

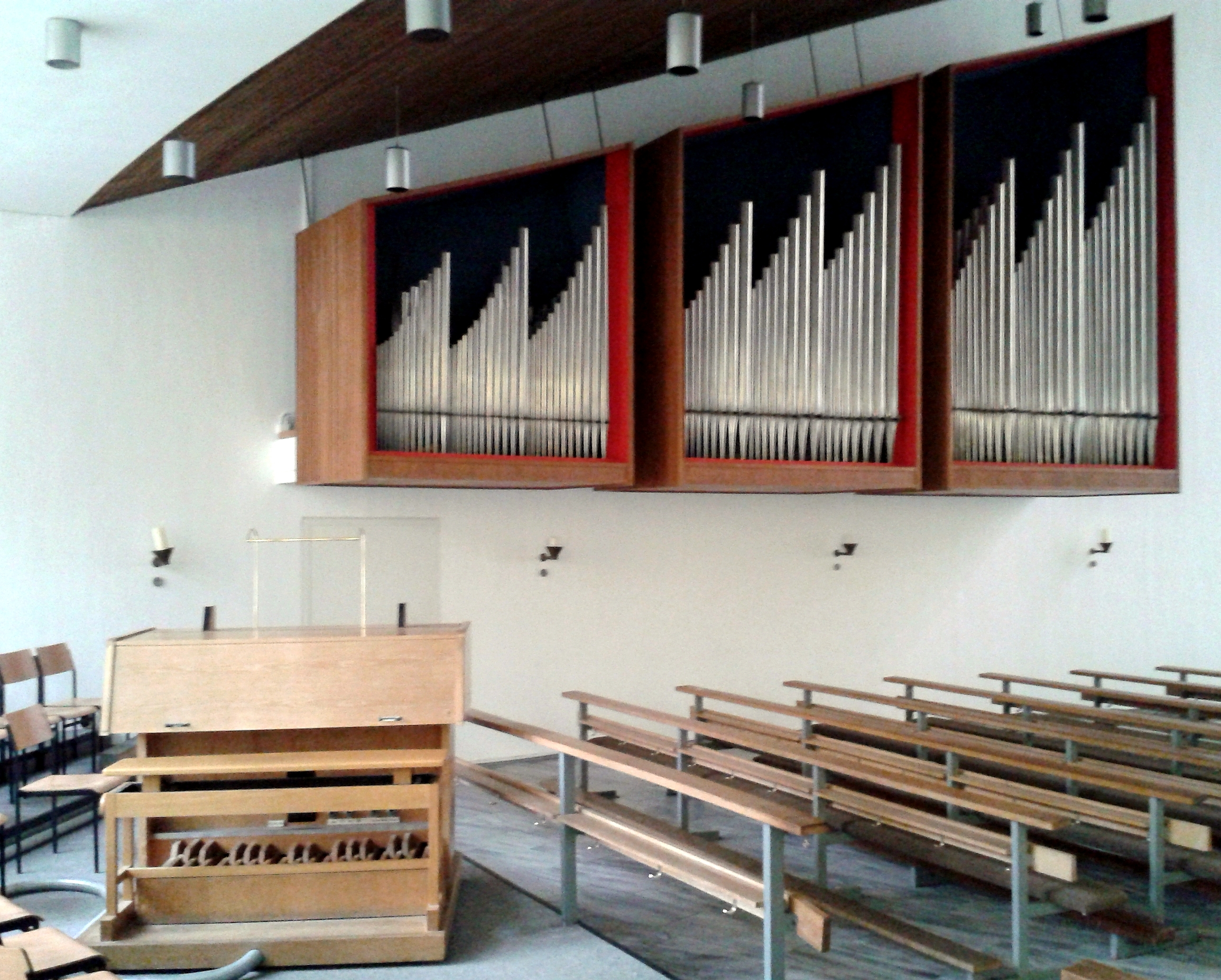
Koch-Lorenz-Orgel

Zur musikalischen Begleitung der Messfeierlichkeiten wurde eine Orgel aus der „Orgelbauanstalt St. Willibrord“ in Merkstein nach Plänen von Hans Koch angeschafft, die am 27. Februar 1972 eingeweiht wurde. Sie besitzt drei Gehäuse mit 1640 Orgelpfeifen, die der Architektur des Raumes angepasst sind. Die Orgel mit ihren 23 klingenden Registern, verteilt auf zwei Manuale und Pedal, besitzt eine elektrische Spiel- und Registertraktur und einen beweglichen Spieltisch. Sie wurde von dem damaligen Domorganisten Herbert Voß disponiert, für die Mensur und Intonation zeichnete Hans Lorenz verantwortlich.
| I Hauptwerk C–g3 |                       |       |
| 01.              | Prinzipal             | 8'    |
| 02.              | Koppelflöte           | 8'    |
| 03.              | Oktave                | 4'    |
| 04.              | Nachthorn             | 4'    |
| 05.              | Sesquialtera II       | 2 ⁄3' |
| 06.              | Waldflöte             | 2'    |
| 07.              | Mixtur V              | 1 ⁄3' |
| 08.              | Französische Trompete | 8'    |

| II Oberwerk C–g3 |              |       |
| 09.              | Gedeckt      | 8'    |
| 10.              | Weidenpfeife | 8'    |
| 11.              | Quintade     | 8'    |
| 12.              | Rohrflöte    | 4'    |
| 13.              | Prinzipal    | 2'    |
| 14.              | Spitzquinte  | 1 ⁄3' |
| 15.              | Zimbel IV    | 2⁄3'  |
| 16.              | Oboe         | 8'    |
|                  | Tremulant    |       |

| Pedalwerk C–f1 |               |        |
| 17.            | Subbaß        | 16'    |
| 18.            | Gedecktpommer | 08'    |
| 19.            | Oktavbass     | 08'    |
| 20.            | Choralbass    | 04'    |
| 21.            | Hintersatz IV | 02 ⁄3' |
| 22.            | Fagott        | 16'    |
| 23.            | Schalmey      | 08'    |

- Koppeln: Koppeln: II/I (auch als Suboktavkoppel), II/II (Suboktavkoppel), I/P, II/P
- Spielhilfen: 2 freie Kombinationen, Walze